# اسقف‌نشین ریگا
اسقف‌نشین ریگا (لاتین: Archiepiscopatus Rigensis) یک اسقف‌نشین از سال ۱۱۸۶ تا ۱۵۶۱ در کشور لتونی امروزی بوده. این اسقف‌نشین در سال ۱۱۸۶ به عنوان اسقف لیوونی در ایکشکیل تأسیس شد، پس از انتقال به ریگا در سال ۱۲۰۲ به اسقف ریگا تبدیل شد و در سال ۱۲۵۵ به اسقف اعظم ارتقا یافت.